# Gubernatorzy Alaski
Gubernator stanu Alaska stoi na czele władzy wykonawczej na szczeblu stanowym. Podpisuje ustawy wydawane przez parlament stanowy, ma wobec również prawo ich wetowania i wydawania do nich aktów wykonawczych. Z urzędu jest zwierzchnikiem stanowych sił zbrojnych, dysponuje także prawem łaski wobec osób skazanych przez sądy stanowe (z wyjątkiem usuniętych z urzędu w procedurze impeachmentu).
Współczesny urząd gubernatora wywodzi się od stanowiska komisarza Departamentu Alaski, które powstało z chwilą przekazania suwerenności na Alaską przez Rosję, co oficjalnie miało miejsce 18 października 1867 roku. W pierwszym okresie (1867-77) Departament podlegał United States Army, czyli siłom lądowym. Od 1877 do 1879 zarządzał nim Departament Skarbu Stanów Zjednoczonych, później zaś odpowiedzialność za Alaskę przejęła United States Navy. W 1884 Alaska została dystryktem zarządzanym przez cywilną administrację, kierowaną przez gubernatora pochodzącego z nominacji prezydenta USA. W 1913 uzyskała status terytorium federalnego, jednak sposób powoływania gubernatora nie zmienił się. W obecnej postaci urząd gubernatora powstał w 1959, gdy Alaska została przyjęta do Unii jako jej 49. stan.
Gubernator wybierany jest na czteroletnią kadencję w wyborach bezpośrednich, przeprowadzanych w dniu wyborów do Kongresu USA, czyli na początku listopada. Dopuszczalna jest jedna reelekcja. Po upływie czterech lat (jednej pełnej kadencji) od zakończenia swojej ostatniej kadencji, były gubernator odzyskuje prawo kandydowania na dwie kolejne kadencje.
W przypadku opróżnienia urzędu gubernatora przed końcem kadencji, gubernatorem na czas pozostały do jej końca automatycznie zostaje dotychczasowy zastępca gubernatora. Podobnie jak w federalnych wyborach prezydenckich, gubernator i jego zastępca wybierani są łącznie (jako tzw. ticket), co gwarantuje, iż przez całą kadencję władza gubernatorska pozostanie w rękach tej samej partii.

## Lista gubernatorów

### Komisarze wojskowi
| #  | Komisarz             | Objął urząd | Złożył urząd |
| 1  | Jefferson C. Davis   | 1868        | 1870         |
| 2  | George K. Brady      | 1870        | 1870         |
| 3  | John C. Tidball      | 1870        | 1871         |
| 4  | Harvey A. Allen      | 1871        | 1872         |
| 5  | Joseph Steward       | 1872        | 1874         |
| 6  | George B. Rodney     | 1874        | 1874         |
| 7  | Joseph B. Campbell   | 1874        | 1876         |
| 8  | John Mendenhall      | 1876        | 1877         |
| 9  | Arthur Morris        | 1877        | 1877         |
| 10 | Montgomery P. Berry  | 1877        | 1877         |
| 11 | Henry Charles DeAhna | 1877        | 1878         |
| 12 | M. D. Ball           | 1878        | 1879         |
| 13 | Lester A. Beardslee  | 1879        | 1880         |
| 14 | Henry Glass          | 1880        | 1881         |
| 15 | Edward P. Lull       | 1881        | 1881         |
| 16 | Henry Glass          | 1881        | 1882         |
| 17 | Frederick Pearson    | 1882        | 1882         |
| 18 | Edgar C. Merriman    | 1882        | 1883         |
| 19 | Joseph B. Coghlan    | 1883        | 1884         |
| 20 | Henry E. Nichols     | 1884        | 1884         |

### Gubernatorzy dystryktu Alaski
| Gubernator            | Partia       | Kadencja  |
| --------------------- | ------------ | --------- |
| John Henry Kinkead    | Republikanin | 1884–1885 |
| Alfred P. Swineford   | Demokrata    | 1885–1889 |
| Lyman Enos Knapp      | Republikanin | 1889–1893 |
| James Sheakley        | Demokrata    | 1893–1897 |
| John Green Brady      | bezpartyjny  | 1897–1906 |
| Wilford Bacon Hoggatt | Republikanin | 1906–1909 |
| Walter Eli Clark      | Republikanin | 1909–1912 |

### Gubernatorzy terytorialni
| Gubernator                     | Partia       | Kadencja  |
| ------------------------------ | ------------ | --------- |
| Walter Eli Clark               | Republikanin | 1912–1913 |
| John Franklin Alexander Strong | Demokrata    | 1913–1918 |
| Thomas Christmas Riggs, Jr.    | Demokrata    | 1918–1921 |
| Scott Cordelle Bone            | Republikanin | 1921–1925 |
| George Alexander Parks         | Republikanin | 1925–1933 |
| John Weir Troy                 | Demokrata    | 1933–1939 |
| Ernest Gruening                | Demokrata    | 1939–1941 |
| Simon Bolivar Buckner Jr.      | wojskowy     | 1941–1944 |
| Ernest Gruening                | Demokrata    | 1944–1953 |
| Benjamin Franklin Heintzleman  | Republikanin | 1953–1957 |
| Waino Edward Hendrickson       | Republikanin | 1957–1957 |
| Michael Anthony Stepovich      | Republikanin | 1957–1958 |
| Waino Edward Hendrickson       | Republikanin | 1958–1959 |

### Gubernatorzy stanowi
| Gubernator           | Partia                       | Kadencja  |
| -------------------- | ---------------------------- | --------- |
| William A. Egan      | Demokrata                    | 1959–1966 |
| Walter J. Hickel1    | Republikanin                 | 1966–1969 |
| Keith H. Miller      | Republikanin                 | 1969–1970 |
| William A. Egan      | Demokrata                    | 1970–1974 |
| Jay S. Hammond       | Republikanin                 | 1974–1982 |
| William J. Sheffield | Demokrata                    | 1982–1986 |
| Steve Cowper         | Demokrata                    | 1986–1990 |
| Walter J. Hickel     | Partia Niepodległości Alaski | 1990–1994 |
| Tony Knowles         | Demokrata                    | 1994–2002 |
| Frank H. Murkowski   | Republikanin                 | 2002–2006 |
| Sarah Palin          | Republikanka                 | 2006–2009 |
| Sean Parnell         | Republikanin                 | 2009-2014 |
| Bill Walker          | Niezależny                   | 2014-2018 |
| Mike Dunleavy        | Republikanin                 | od 2018   |